# 希罗吉恩
| 星际旅行中主要的种族与势力              |
| --------------------------------------- |
| 星際聯邦 · 人类 · 瓦肯人 · 安多利人     |
| 貝塔索人 · 波利安人 · 德诺布拉人        |
| 罗慕伦人 · 克林贡人 ·巴库人 · 索利安人  |
| 葛恩人 · 佛瑞吉人 · 博格人 · 卡松人     |
| 卡达西人 · 贝久人 · 楚尔人 · 希罗吉恩人 |
| 自治同盟 · 布林人 · 新地人 · 8472种族   |

希罗吉恩人（Hirogen）是《星艦奇航記》虚构宇宙中的一个类人种族，主要出現在《星际旅行：航海家号》中。
希罗吉恩人是居住在第四象限的一个类人种族，他们的生活建构在狩猎上，他们的猎物通常是其他种族的个体。虽然没有先进的科技，希罗吉恩人仍然是第四象限仅次于博格人的危险种族，他们猎取到猎物後通常会把对方的骨架剥離出身体，以作为纪念品。